# Râul Valea Morilor, Arieș
Râul Valea Morilor este un curs de apă afluent al Arieșului.  Râul izvorăște pe versantul nordic al Dealului Cireșului și curge spre vest, vărsându-se în Arieș in aval de localitatea Lunca